# Anselmus Franciscus van Moorsel
Anselmus Franciscus van Moorsel (Eindhoven, 4 april 1824 - Eindhoven, 21 april 1909) is een voormalig wethouder van de Nederlandse stad Eindhoven. Van Moorsel werd geboren als zoon van stadssecretaris Amandus Stephanus van Moorsel en Sophia Johanna van de Ven. 
Hij was fabrikant, raadslid van Eindhoven vanaf 1869 en wethouder van Eindhoven vanaf 1883 tot aan zijn dood.
Hij trouwde te Eindhoven op 18 mei 1859 met Johanna Gerardina Huijsmans, dochter van notaris Wilhelmus Huijsmans en Allegonda Anna Bocholt, geboren te Eindhoven op 30 april 1835, overleden in Eindhoven op 20 april 1912.